# Zamarada arcuata
Zamarada arcuata là một loài bướm đêm trong họ Geometridae.